# 万春湖路站
萬春湖路站是芜湖轨道交通2号线的東端終點站，位于中华人民共和国安徽省芜湖市鸠江区祠山路与欧阳湖路交汇处西侧。本站于2021年12月28日随着2号线一期的开通一并投入运营。

## 车站结构
萬春湖路站为地上三层车站，一层为出入口，二层为车站大堂，三层为车站站台，设有两个侧式站台，并设有半高屏蔽门。

### 车站楼层
| 地上三层          | 站台层 | \| 側式 · 開右邊车门 \| \| \| \| \| \| █ 2号线往鸠兹广场（夢溪路） \| \| \| \| █ 2号线下車月台 \| \| 側式 · 開右邊车门 \| \| \| |
| 地上二层          | 站厅   | 客服中心、安检通道、自动售票机、验票机                                                                                          |
| 地面              | 出入口 | 1-3出入口 |
| 側式 · 開右邊车门 |        | |
|                   |        | █ 2号线往鸠兹广场（夢溪路） |
|                   |        | █ 2号线下車月台 |
| 側式 · 開右邊车门 |        | |

## 车站出口
萬春湖路站共设3个出口，各出口及周围设施如下所示：
|             |      |              |      |
| 出口编号    | 地点 | 可到达目的地 | 图片 |
| 1 · 出口    |      |              |      |
| 2 · 出口    |      |              |      |
| 3 · 出口    |      |              |      |
| 图例： 设有 |      |              |      |